# Rayón (San Luis Potosí)

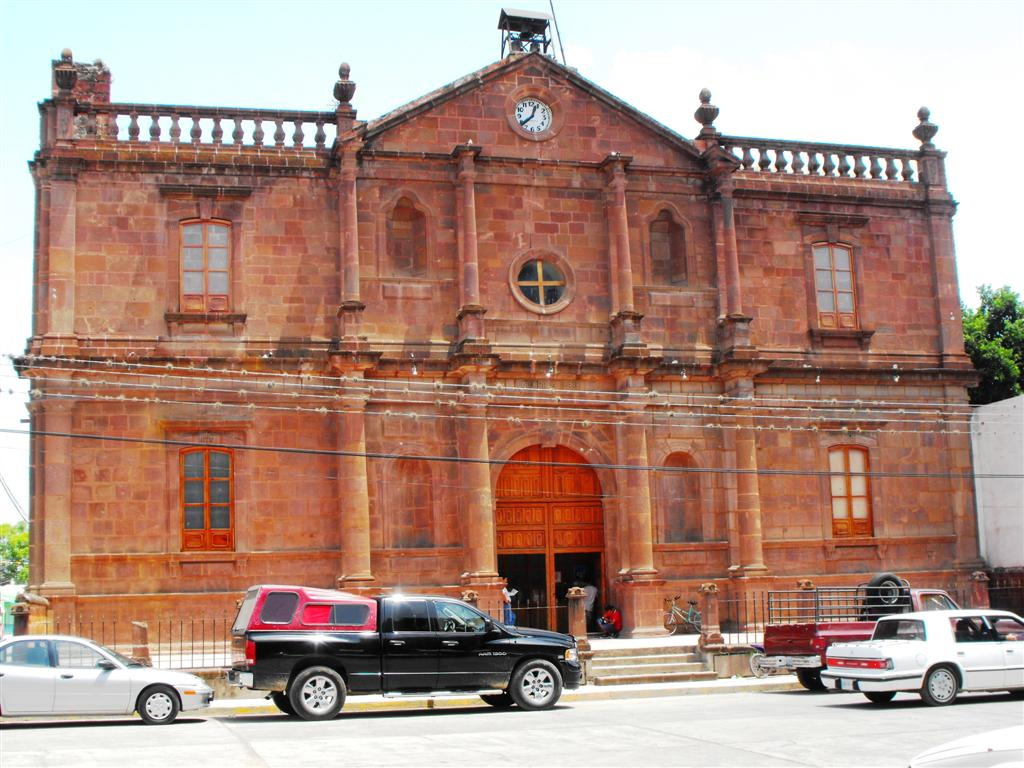
Templo del Refugio, en la ciudad de Rayón (San Luis Potosí)

Rayón es una localidad del estado mexicano de San Luis Potosí, cabecera del municipio homónimo.

## Geografía
Se encuentra en la ubicación 21°50′29″N 99°38′40″O / 21.84139, -99.64444, a una altura aproximada de 970 m s. n. m., y a una distancia de 170 km de la capital del estado. La zona urbana ocupa una superficie de 3.003 km².

## Demografía
Según los datos registrados en el censo de 2020, la población de Rayón es de 6240 habitantes, lo que representa un crecimiento promedio de 0.53% anual en el período 2010-2020 sobre la base de los 5928 habitantes registrados en el censo anterior. Al año 2020 la densidad poblacional era de 2078 hab/km².
| Gráfica de evolución demográfica de Rayón entre 2000 y 2020       |
|                                                                   |
| Fuente: Instituto Nacional de Estadística Geografía e Informática |

En 2020 el 46.9% de la población (2924 personas) eran hombres y el 53.1% (3316 personas) eran mujeres. El 58.9% de la población, (3657 personas), tenía edades comprendidas entre los 15 y los 64 años.
La población de Rayón está mayoritariamente alfabetizada, (4.42% de personas mayores de 15 años analfabetas, según relevamiento del año 2020), con un grado de escolaridad en torno a los 8 años. Solo el 2.90% de la población se reconoce como indígena. 

El 89% de los habitantes de Rayón profesa la religión católica.
En el año 2010 estaba clasificada como una localidad de grado medio de vulnerabilidad social. Según el relevamiento realizado, 2384 personas de 15 años o más no habían completado la educación básica, —carencia conocida como rezago educativo—, y 2124 personas no disponían de acceso a la salud.

## Economía
Las principales actividades económicas de la población son las relacionadas con la agricultura, la ganadería y el comercio.